# Train of Thought (chanson)
Pour les articles homonymes, voir Train of Thought.
Pistes de Hunting High and Low
Take on Me Hunting High and Low
Train of Thought est le single du groupe norvégien A-ha sorti en mars 1986 au Royaume-Uni et en France. C'est le quatrième et avant dernier single de l'album Hunting High and Low, sa face B est la chanson And You Tell Me.

## Supports
- 45 Tours single

A. "Train of Thought" - 4:13
B. "And You Tell Me" (demo version) - 1:50
- Maxi 45 Tours Vinyl single

A. "Train of Thought (U.S. Mix) - 8:31
B1. "And You Tell Me" (demo version) - 1:50
B2. "Train of Thought" (Remix 7") - 4:13

## Positions dans lescharts
| Classement (1986)             | Meilleure position |
| ----------------------------- | ------------------ |
| Europe - Hot 100 Singles 1986 | 8                  |
| Australie                     | 47                 |
| Nouvelle-Zélande              | 28                 |
| Belgique                      | 22                 |
| Allemagne de l'Ouest          | 14                 |
| Irlande                       | 5                  |
| Royaume-Uni                   | 8                  |